# I Jetson e il WWE - Viaggio nel tempo
I Jetson e il WWE - Viaggio nel tempo (The Jetsons & WWE - Robo-WrestleMania!) è un film d'animazione direct-to-video del 2017 diretto da Anthony Bell.
Prodotto dalla WWE Studios, uscì in Home video con protagonisti i personaggi della serie animata I pronipoti e alcuni wrestler della WWE. È il quarto film in cui la WWE incontra i personaggi della Warner Bros., dopo Scooby-Doo! e il mistero del wrestling, I Flintstones e WWE - Botte da orbi! e Scooby-Doo! e WWE - La corsa dei mitici Wrestlers.
È stato rilasciato il 28 febbraio 2017 in digitale e il 14 marzo 2017 in Home video. È la prima grande produzione de I Pronopoti in oltre 27 anni dal film I pronipoti - Il film (e dopo la morte di George O'Hanlon, Penny Singleton, Janet Waldo, Mel Blanc, Don Messick e Jean Vander Pyl), e anche il  primo dai due cortometraggi web Father and Son Day e The Best Son, degli Spümcø di John Kricfalusi, il primo senza i creatori originali William Hanna e Joseph Barbera (scomparsi rispettivamente nel 2001 e nel 2006) e il secondo dopo che Hanna-Barbera ha precluso e assorbito gli studi dalla Warner Bros. Animation nel 2001.
Poiché tutti loro erano morti nel corso degli anni, nessuno del cast vocale originale è tornato per questo film. Jeff Bergman (che ha sostituito O'Hanlon e Blanc dopo la loro morte per scene aggiuntive in I pronipoti - Il film) e Frank Welker (che era un membro del cast del revival degli spettacoli negli anni '80) sono gli unici membri del cast di produzioni precedenti a tornare.

## Trama
Nel bel mezzo di un match di esibizione, una potente tempesta di neve gela BigShow, un lottatore. È un grosso omone alto oltre 2 metri e ha più di 180 chili di peso. Cento anni dopo, Big Show è finalmente scongelato ed è scoperto da George Jetson. La sua prima missione è quella di far rivivere il wrestling nel ventiduesimo secolo ad Orbit City. Con l'aiuto di Big Show, Elroy e George costruiranno Superstars robotiche. Ma Big Show aveva dei malvagi progetti! L'esercito Wrestle-bot riesce a invadere Orbit City! Questo lascia a George e ai Jetsons una sola opzione:. Viaggiare indietro nel tempo per arruolare WWE Superstars come Alicia Fox, Roman Reigns, Seth Rollins, e Sheamus per aiutare a sconfiggere Big Show e il suo esercito nel futuro.

## Distribuzione

### Doppiaggio
- Jeff Bergman (doppiato in italiano da Stefano Mondini): George Jetson
- Jeff Bergman (doppiato in italiano da Ambrogio Colombo): Mr. Spacely
- Grey DeLisle (doppiata in italiano da Barbara Villa): Jane Jetson
- Trevor Devall (doppiato in italiano da Gabriele Patriarca): Elroy Jetson
- Danica McKellar: Judy Jetson
- Tress MacNeille: Rosie the Robot Maid
- Frank Welker: Astro
- Roman Reigns (doppiato in italiano da Stefano Alessandroni): se stesso e Roman Reigns Bot
- Big Show (doppiato in italiano da Roberto Draghetti): se stesso e Big Show Bot
- Seth Rollins (doppiato in italiano da Stefano Billi): se stesso e Reactor Rollins
- Alicia Fox (doppiata in italiano da Francesca Manicone): se stessa e Alicia Fox Bot
- The Usos: loro stessi e Usobots
- Sheamus (doppiato in italiano da Emiliano Reggente): se stesso e Sheamus Bot
- Vince McMahon (doppiato in italiano da Pierluigi Astore): se stesso
- Michael Cole (doppiato in italiano da Edoardo Nordio): se stesso
- Stardust: Stardust Bot
- Dolph Ziggler: Dolph Ziggler Bot
- Eric Bauza: Rolf Rodriguez
- JB Blanc: Usher Robot
- Tania Gunadi: Gladys (addetta alla reception)
- Will Friedle: sindaco Mercury
- Kevin Michael Richardson: Drill Bot